# Funkmessstörsender

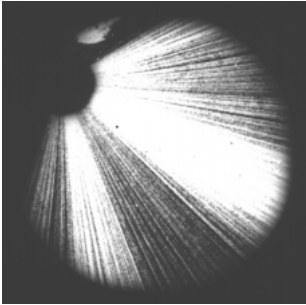
Bildschirmfoto zur Illustration einer durch Störmaßnahmen massiv beeinträchtigten Radaranzeige, hier eine britische Nachkriegsaufnahme um 1956

Funkmessstörsender (FuMS), damalige authentische Schreibweise „Funkmeßstörsender“, wurden von der Wehrmacht vor und während des Zweiten Weltkriegs als spezielle Störsender eingesetzt, deren Zweck es war, gegnerische Funkmessgeräte (FuMG) beziehungsweise Funkmessortungsgeräte (FuMO, Radargeräte) mithilfe aktiv abgestrahlter Hochfrequenzsignale (HF-Signale) elektromagnetisch zu stören (Bild). FuMS stellen somit ein frühes Mittel der elektronischen Kampfführung dar.

## Einsatz
Die FuMS der Wehrmacht wurden als Bodenfunkstellen betrieben, aber auch an Bord von Flugzeugen der Luftwaffe und auf Seefahrzeugen der Kriegsmarine. Ein Nachteil von aktiven Störmaßnahmen dieser Art war und ist jedoch, dass der Gegner sie nutzen kann, um die Störquelle anzupeilen. Deshalb wurden sie vermutlich nicht auf deutschen U-Booten eingesetzt, sondern nur auf Überwasserschiffen, insbesondere zum Schutz beschädigter U-Boote, die tauchunklar waren und daher besonders verwundbar. Als Alternative gab es speziell für U-Boote auch passive Störmaßnahmen wie Funkmesstäuschungsgeräte (FuMT).
Heute werden Funkmessstörsender, aus dem Englischen von Radar jamming transmitter, kurz jammer, abgeleitet, zumeist unter Verwendung des Anglizismus als Jammer bezeichnet.

## Modelle
Die folgende unvollständige Tabelle fasst wichtige Eigenschaften von damals verwendeten FuMS-Modellen zusammen. Neben der Typbezeichnung wird der Deckname angegeben, dann der ungefähre Frequenzbereich in MHz sowie der entsprechende Wellenlängenbereich in Metern, die Ausgangsleistung in Watt (W) und schließlich die Herstellerfirma, ihr damals zur Tarnung benutztes Fertigungskennzeichen (Fkz) sowie der Herstellort.
| Modell  | Deckname   | Frequenz/MHz | Wellenlänge/m | Leistung/W | Hersteller | Fkz | Ort                |
| ------- | ---------- | ------------ | ------------- | ---------- | ---------- | --- | ------------------ |
| FuMS 1  | Olga       | 60–222       | 1,35–5,0      | 450        | Blaupunkt  | fvw | Berlin-Wilmersdorf |
| FuMS 3  | Karl       | 170–220      | 1,36–1,76     | 450        | RPZ        |     | Berlin-Tempelhof   |
| FuMS 5  | Kettenhund | 166–250      | 1,2–1,8       | 8×60       | Telefunken | bou | Berlin-Zehlendorf  |
| FuMS 11 | Roderich   | 2850–4000    | 0,075–0,105   | 4          | Siemens    | azg | Berlin-Borsigwalde |
| FuMS 12 | Roland     | 2730–3750    | 0,08–0,10     | 50         | Siemens    | azg | Berlin-Borsigwalde |

Vom FuMS 1 Olga gab es drei Modellvarianten, genannt Olga I (Hersteller Gema), Olga II (Blaupunkt) und Olga III. Alle hatten rund 300 bis 450 W Ausgangsleistung. Sie deckten jedoch leicht unterschiedliche Frequenzbänder ab, nämlich 170 bis 200 MHz, 168 bis 222 MHz beziehungsweise 60 bis 100 MHz.